# Идея социотехнического альянса
Идея социотехнического альянса, известная также как социотехнический подход (A Socio-Technical Approach) — одна из коммуникативных теорий инноваций, представленных французскими социологом, руководителем Национального центра изучения телекоммуникаций Патрисом Флиши (Patrice Flichy) и описывающая процесс внедрения инноваций в общество. Эта идея является продолжением модели перевода, предложенной французским социологом Бруно Латуром (фр. Bruno Latour), о наличии двух миров — мира изобретения и мира технического объекта.

## Возникновение
Модель перевода подверглась критике французского ученого Патриса Флиши. Флиши предлагает рассматривать инновацию не как процесс, происходящий только в лаборатории. По мнению Флиши, любое изобретение есть плод взаимодействий представителей социального мира и изобретателей. Флиши критиковал модель Латура за то, что тот отводил ключевую роль изобретателям. В статье «Нереальный Интернет» Флиши говорит о том, что, когда изобретатель еще не начал свою работу, в обществе уже зреют социальные практики, стимулирующие спрос на функции, в которые данные практики воплощаются.

## Сущность идеи социотехнического альянса
Главное нововведение, привнесенное Флиши, заключается в том, что он не рассматривает изобретение как набор данных, а предлагает смотреть на изобретение как на два процесса, направленные на разный результат. С одной стороны, изобретение — это технический объект, в котором присутствует концепция автора. То есть тот, кто создал этот технический объект, и является тем, кто изначально решил, для чего конкретно будет использоваться это устройство. С другой стороны, у изобретения всегда есть предпосылки — социальные нужды, существовавшие в обществе до появления технического объекта.
Представление о том, кто разрабатывал этот технический предмет, кто его изобрел, каким образом он может быть внедрен, при помощи каких инструментов, механизмов и зачем он людям и есть концепт технического объекта, или контекст функционирования, который естественен для каждого изобретения. И хотя мир изобретения у Латура — это то, при помощи чего изобретение было создано, у Флиши миром изобретения называется сам концепт предмета, который получается в результате процесса изобретения.
В противопоставление концепту функционирования Флиши приводит контекст пользования. Контекст пользования — это то, каким образом люди в действительности пользуются тем или иным техническим объектом, какие его функции они действительно применяют.
То есть набор функций представляет собой концепт функционирования, а практически используемые функция — контекст пользования.
Изобретение, согласно Флиши, возникает и получает распространение тогда, когда возникает социотехнический альянс между функциями устройства с одной стороны и социальными потребностями или социальными практиками, которые возникают в связи с этим изобретением и зачастую до него, с другой стороны. Точка социотехнического альянса возникает, когда объект своим техническим функционалом соответствует социальным потребностям, которые за счет него удовлетворяет общество. Суть идеи Флиши заключается в том, что любое изобретение есть сосредоточение двух элементов, которые затем соединяются в точке социотехнического альянса. То есть технический объект разрабатывается в лаборатории, и зачастую получается так, что он разрабатывается в связи с определенными социальными потребностями, которые уже существуют, но удовлетворяются при помощи иных вещей. И поэтому, когда этот объект попадает в социальную среду, он получает мгновенное распространение.

## Критика
Работы Флиши, затрагивающие тему социотехнического альянса, в целом были встречены положительно среди специалистов из разных областей.
«Историческая перспектива [Флиши], глубина его исследований и трезвость его выводов более актуальны, чем когда-либо». — Financial Times
«Понимая технологические инновации, ценность работ Патриса Флиши заключается в анализе генезиса технологий. Он описывает перспективы и схемы интерпретации, используемые историками, социологами и экономистами в попытках понять детерминанты, в том числе случайность, повинуясь которым существуют и преобладают конкретные формы продуктов и систем. В одном томе редко можно найти такую подробную критику основных работ историков технологии, современных социологов и экономических историков. Ценность его трудов заключается в развитии информационных технологий, и он хорошо использует свой опыт, раскрывая и противопоставляя различные перспективы и слабые места всех трёх направлений». —Луис Л. Бучиарелли, Массачусетский технологический институт, США
«Работая на стыке между интеракционистской социологией, историей и экономикой, Флиши даёт нам язык для определения эволюции новых технологий. Поскольку автором исследуются общие технические возможности, его работа, скорее всего, вдохновлена текущими социальными изменениями и стабилизацией определенных концепций использования. Он предлагает нам интегрированную перспективу в области технологических инноваций, обращаясь к влиянию истории и социального контекста, оставаясь открытым для часто неожиданного динамизма и других сюрпризов. Его работа вносит серьёзный вклад в текущие диспуты. Критический обзор литературы предоставит богатый и удобный источник для углубленного обучения и саморазвития». —Робин Уильямс, Университет Эдинбурга, Великобритания